# КК Цедевита Олимпија
КК Цедевита Олимпија је словеначки кошаркашки клуб из Љубљане. Настао је 2019. године спајањем Цедевите и Олимпије. У сезони 2024/25. такмичи се у Првој лиги Словеније, Јадранској лиги и Еврокупу.

## Историјат
Четвртог јуна 2019. године објављено је да се хрватски клуб Цедевита и словеначки клуб Олимпија припремају за спајање и формирање Цедевите Олимпије, новог мушког професионалног кошаркашког клуба са седиштем у Љубљани. КК Цедевита убудуће планира да се такмичи у хрватској лиги као Цедевита Јуниор. Управни одбори Цедевите и Олимпије 13. јуна су потврдили именовање Давора Узбинца за генералног директора, а Санија Бечировића за спортског директора. Одбор Еврокупа потврдио је 25. јуна учешће клуба у овом такмичењу за сезону 2019/20. Званично клуб је основан на Скупштини која је одржана 8. јула у Арени Стожице. Славен Римац је постављен за првог тренера тима, а Томаж Берлочник за председника клуба.

## Успеси

### Национални
- Првенство Словеније:
  - Првак (4): 2021, 2022, 2023, 2024.
- Куп Словеније:
  - Победник (4): 2022, 2023, 2024, 2025.
  - Финалиста (1): 2020.
- Суперкуп Словеније:
  - Победник (5): 2020, 2021, 2022, 2023, 2024.

### Међународни
- Суперкуп Јадранске лиге:
  - Финалиста (1): 2019.

## Учинак у претходним сезонама
| Сез.     | Првенство Словеније | Куп Словеније | Суперкуп Словеније                  | Регионално такмичење               | Европско такмичење     |
| -------- | ------------------- | ------------- | ----------------------------------- | ---------------------------------- | ---------------------- |
| 2019/20. | сезона прекинута    | Финалиста     |                                     | Јадранска лига — сезона прекинута  | Еврокуп — Топ 24       |
| 2019/20. | сезона прекинута    | Финалиста     | Суперкуп Јадранске лиге — Финалиста |                                    | Еврокуп — Топ 24       |
| 2020/21. | Првак               | Полуфинале    | Победник                            | Јадранска лига — 5. место          | Еврокуп — Топ 16       |
| 2021/22. | Првак               | Победник      | Победник                            | Јадранска лига — Полуфинале        | Еврокуп — Четвртфинале |
| 2022/23. | Првак               | Победник      | Победник                            | Јадранска лига — Полуфинале        | Еврокуп — Групна фаза  |
| 2023/24. | Првак               | Победник      | Победник                            | Јадранска лига — Четвртфинале      | Еврокуп — Групна фаза  |
| 2023/24. | Првак               | Победник      | Победник                            | Суперкуп Јадранске лиге — 8. место | Еврокуп — Групна фаза  |
| 2024/25. |                     | Победник      | Победник                            | Јадранска лига — Полуфинале        | Еврокуп — Четвртфинале |

## Тренери
- Славен Римац (јул 2019 — јануар 2020)
- Јурица Големац (јануар 2020 — март 2023)
- Миро Алиловић (март 2023 — јун 2023)
- Симоне Пјаниђани (јун 2023 — јануар 2024)
- Зоран Мартич (јануар 2024 — јун 2024)
- Звездан Митровић (јун 2024 — данас)